# Salih Rajab al-Mismari
Salih Rajab al-Mismari (em árabe: العميد صالح المسماري) é um político libío e General de brigada no exército da Líbia, que serve atualmente como Secretário de Comitê Popular Geral da Líbia, o de Segurança Pública.Ele entrou no escritório em 2006. 